# Fissurella volcano
Fissurella volcano, common name the "volcano limpet" or "volcano keyhole limpet", là một loài small to ốc biển, kích thước trung bìnhs or limpets, là động vật thân mềm chân bụng sống ở biển thuộc họ Fissurellidae, the keyhole limpets.
Loài này thường gặp ở the Western Pacific Ocean, nơi nó được tìm thấy ở intertidal zone on the underside of rocks. The distribution is California và Baja California.

## Hình ảnh

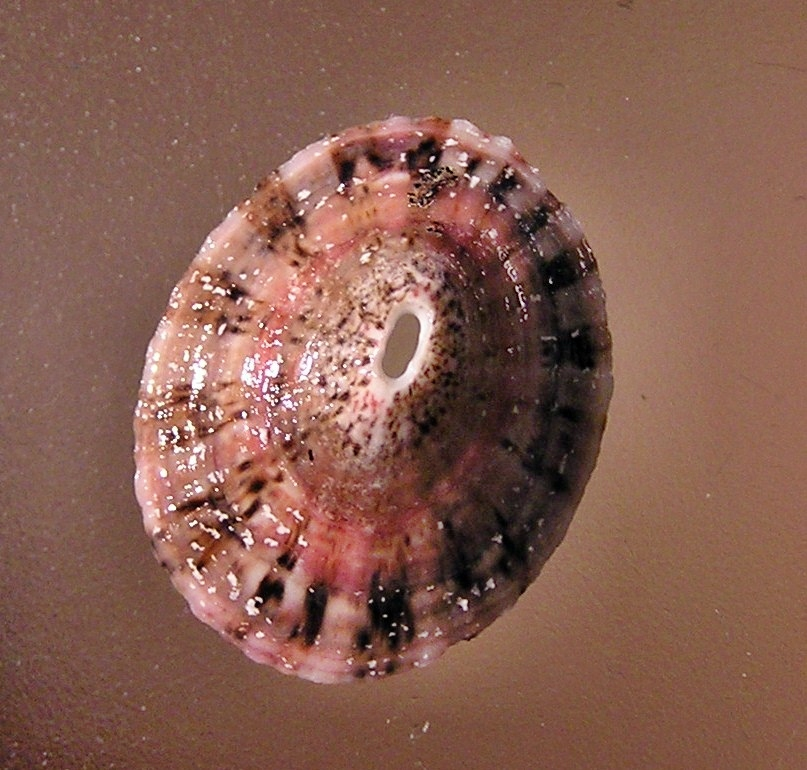
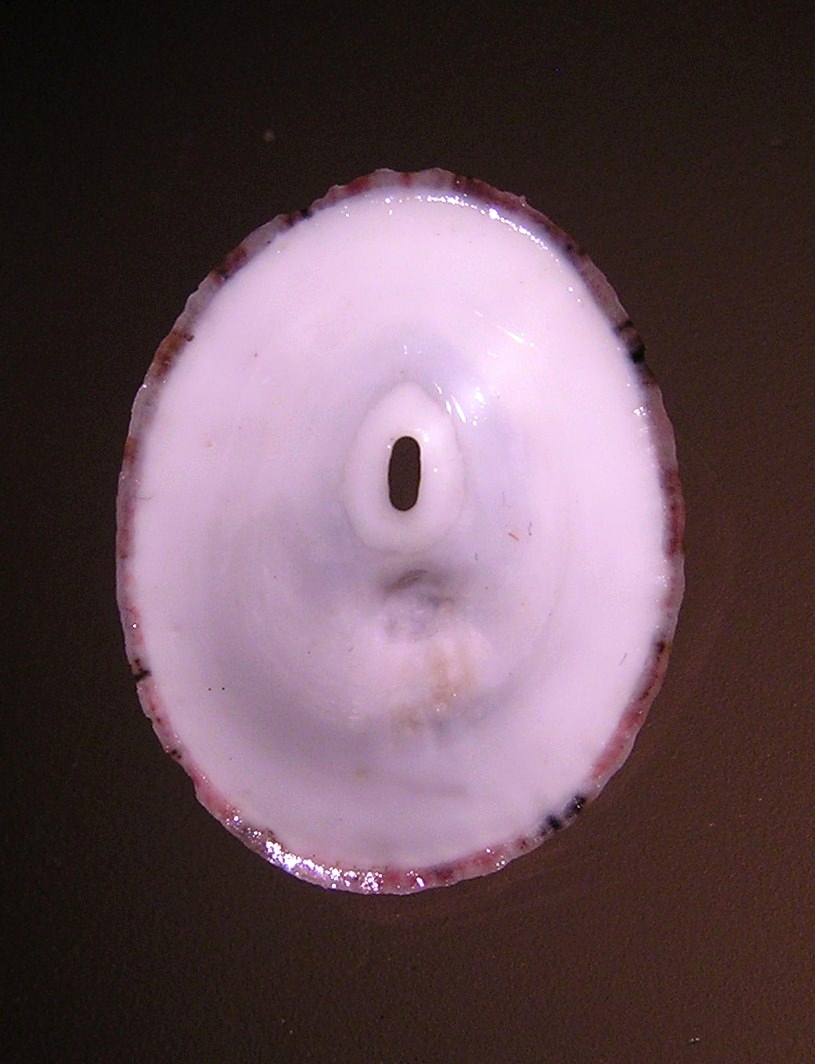
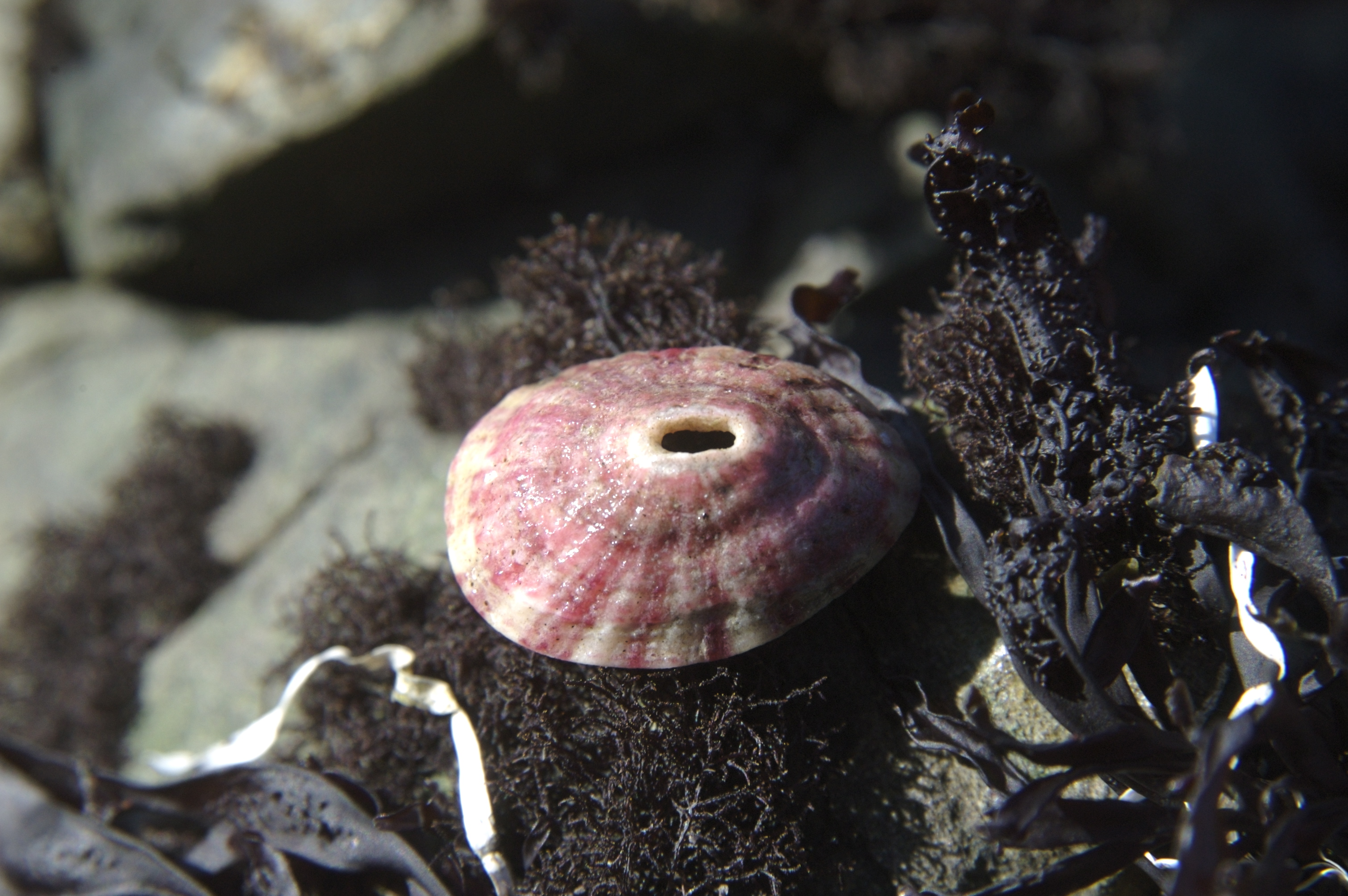
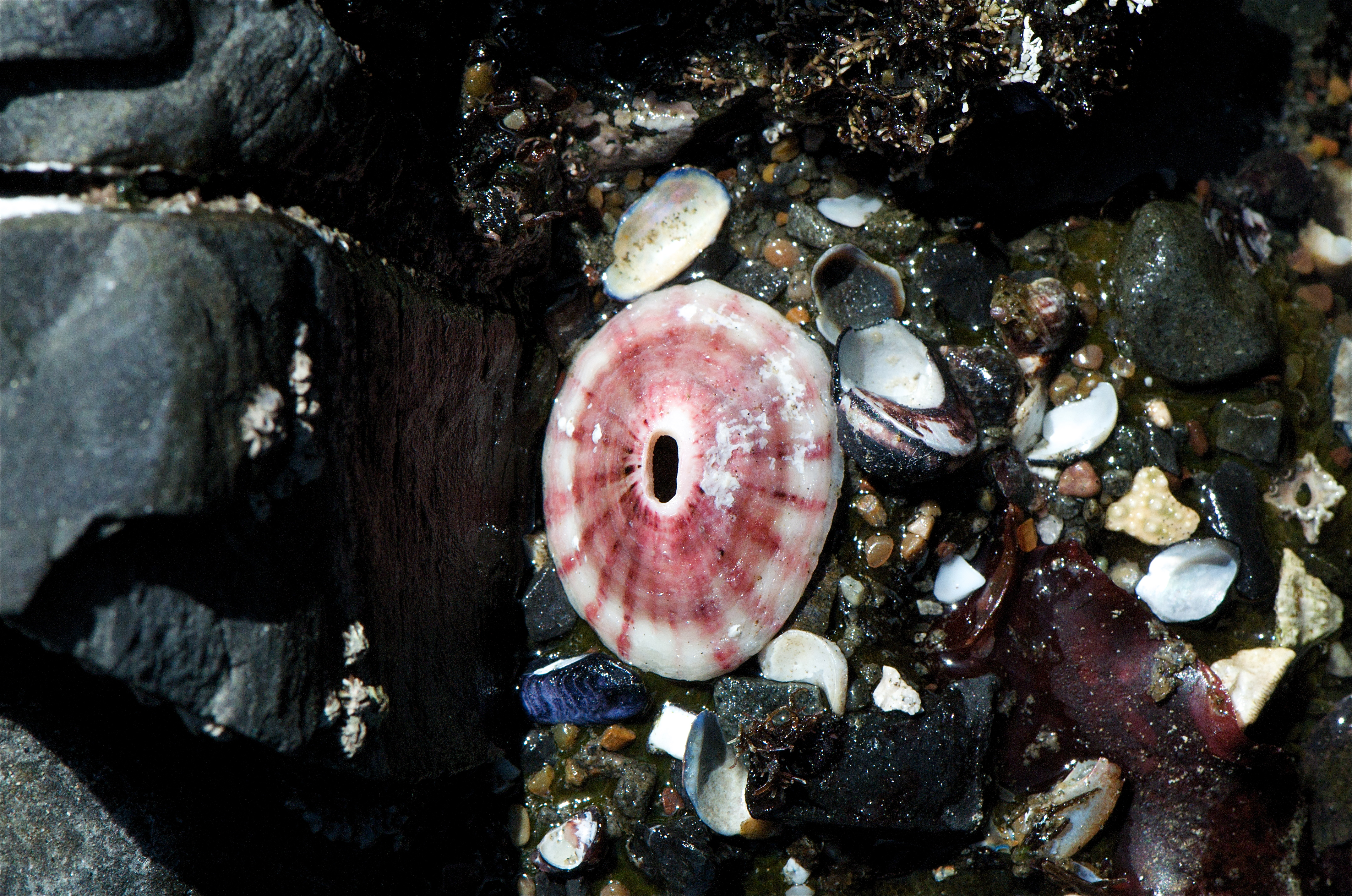
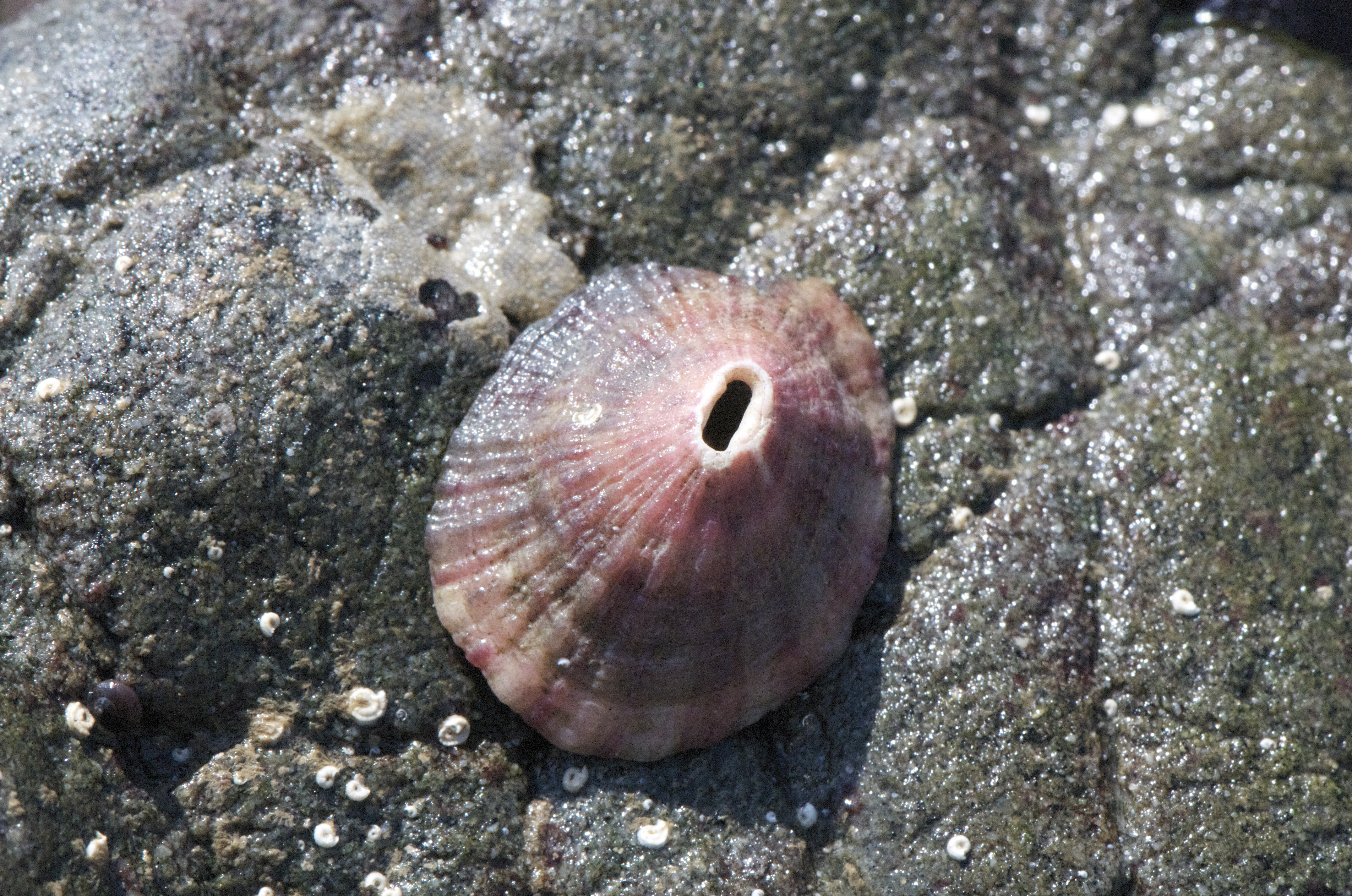